# Nucor
Nucor is een groot Amerikaans staalbedrijf. In 2023 was Nucor de op veertien na grootste staalproducent ter wereld, maar wel de grootste vlamboogovengebruiker.

## Activiteiten
Nucor is een grote Amerikaanse staalproducent. Het heeft geen hoogovens, maar verwerkt schroot in vlamboogovens tot staalrollen, -staven, -platen en -buizen alsook wapening en andere stalen bouwmaterialen. In 2023 werd 23,3 miljoen ton staal op deze wijze geproduceerd.
De belangrijkste grondstof is schroot dat in de vlamboogovens wordt verhit. Nucor is dan ook de grootste schrootrecycleerder van Noord-Amerika en in 2023 werd 18,4 miljoen ton schroot verwerkt. De dochteronderneming The David J. Joseph Company (DJJ) verwerkt per jaar zo'n zes miljoen ton schroot. In Trinidad en Tobago en Louisiana heeft Nucor nog installaties voor de productie van direct-gereduceerd ijzer met een capaciteit van 3,5 miljoen ton per jaar. Dit ijzer is een aanvulling op het schoot. De productie vereist veel energie, de vlamboogovens werken op elektriciteit en voor de productie van het direct-gereduceerd ijzer is aardgas de brandstof bij voorkeur.
Het geproduceerde staal wordt voor zo'n 20% verwerkt in eigen staalfabrieken tot eindproducten zoals stalen pijpen en bouwstaal. De overige 80% gaat naar externe afnemers voor verdere verwerking.
In 2010 werd de joint venture NuMit gevormd met Mitsui USA. Mitsui bracht vervolgens staalverwerker Steel Technologies hierin onder. Steel Technologies heeft 30 fabrieken in de VS, Canada en Mexico en verwerkt plaatstaal op maat voor klanten.
In 2016 vormde het de joint venture Nucor-JFE Steel Mexico met JFE Steel om in Mexico gegalvaniseerd plaatstaal te maken voor de automobielindustrie. Deze fabriek werd in februari 2020 opgestart met een capaciteit van 400.000 ton per jaar. Nucor heeft 51% van de aandelen in deze joint venture.
Buiten de staalactiviteiten heeft Nucor ook belangen in de aardgasvelden in het noordwesten van Colorado. Daarmee beoogt het op lange termijn toegang te hebben tot goedkoop aardgas.
Het bedrijf telde in 2023 ongeveer 32.000 teammates, een term die het bedrijf hanteert voor zijn werknemers.

## Geschiedenis
Nucor gaat terug tot Ransom Olds die in 1897 Oldsmobile en in 1905 de REO Motor Car Company oprichtte. Na het faillissement van die laatste autobouwer in de jaren 1930 werd het bedrijf getransformeerd en werd in 1955 de Nuclear Corporation of America.
Dat bedrijf werkte in de nucleaire geneeskunde. In de volgende jaren deed het verschillende overnames waaronder het bedrijf Vulcraft, dat stalen gebinten maakte. Nuclear ging door enkele zware jaren en stond in 1965 op de rand van de afgrond toen de bestuurder van Vulcraft aan het hoofd van het bedrijf kwam. De onderneming ging zich vervolgens op het winstgevende Vulcraft concentreren en stootte vele van de andere activiteiten af. In 1966 verhuisde het hoofdkantoor van Phoenix (Arizona) naar Charlotte (North Carolina).
Door de hoge staalprijzen dacht het bedrijf winstgevender te kunnen worden door de staalstaven die het nodig had zelf te produceren. Om de investeringskosten te drukken bouwde het een vlamboogoven om schroot te recycleren in Darlington (South Carolina) die in 1969 in bedrijf ging. Omdat er niets nucleairs meer zat in de activiteiten van het bedrijf werd de naam ervan in 1972 veranderd in het huidige Nucor. In dat jaar kreeg het ook een beursnotering op de New York Stock Exchange.
In 2008 werd The David J. Joseph Company (DJJ) gekocht. DJJ was sinds 1975 in handen van Nederlandse familieconcern SHV Holdings. Met deze aankoop verzekerde het bedrijf zich van voldoende schoot, de belangrijkste grondstof voor de bedrijfsprocessen van Nucor.
In 2008 werd in Italië de joint venture Duferdofin-Nucor opgezet met Duferco. Dit bedrijf omvatte vier fabrieken en maakte stalen staven. In 2020 werd aangekondigd dat Nucor zijn belang van 50% aan Duferco zal verkopen.
In juni 2022 voltooide Nucor de grootste overname in haar geschiedenis met de aankoop van CHI voor ongeveer US$ 3 miljard. CHI is een
toonaangevende fabrikant van garagedeuren voor huizen en bedrijven in Noord-Amerika.
Het bedrijf is heel snel gegroeid en is financieel heel succesvol. In 1966 had een het omzet van 21 miljoen dollar en een winst van 1,3 miljoen dollar en tot en met 2018 heeft het maar in één jaar verlies geleden, namelijk in 2009.